# 호명읍
호명읍(虎鳴邑)은 대한민국 경상북도 예천군의 읍으로 이웃한 안동시 풍천면과 이 면에 걸쳐서 경북도청신도시가 들어서 있다. 넓이는 62.3km2이고, 인구는 2015년 12월 31일 기준으로 2,665명이다.

## 연혁
- 1910년 : 위라, 양산, 신당 3개면을 통합해 호명면이 됨
- 1914년 4월 1일 : 부군면 통폐합으로 안동군 일부동과 통폐합하여 21개리로 늘어났으며, 면사무소 소재지를 오천리로 이전.

| 경상북도령 제2호 |                                                 |
| 구 행정구역      | 신 행정구역                                     |
| 예천군 호명면    | 호명면 (금릉동, 한어동, 본포동, 송곡동, 원곡동) |
| 예천군 신당면    | 호명면 (내신동, 담암동, 월포동, 종산동)         |
| 예천군 양산면    | 호명면 (직산동, 황지동)                         |
| 예천군 위라면    | 호명면 (백송동, 본동, 산합동, 오천동, 형호동)   |
- 2000년 10월 1일 : 행정구역 조정 (월포리 월촌마을 → 예천읍 청복리)으로 11세대 26명 및 358필 1.14km2와 1개반 감소.
- 2024년 2월 1일 : 호명면이 호명읍으로 승격(예천군조례 제2596호).

## 행정 구역
| 법정리 | 행정리                    | 비고                   |
| ------ | ------------------------- | ---------------------- |
| 본포리 | 본포리                    |                        |
| 원곡리 | 원곡리                    |                        |
| 송곡리 | 송곡리                    |                        |
| 금능리 | 금능1리, 금능2리, 금능3리 |                        |
| 한어리 | 한어리                    |                        |
| 본리   | 본리                      |                        |
| 형호리 | 형호리                    |                        |
| 오천리 | 오천리                    | 읍 행정복지센터 소재지 |
| 백송리 | 백송리                    |                        |
| 산합리 | 산합1~17리                | 경상북도청신도시       |
| 직산리 | 직산1리, 직산2리          |                        |
| 황지리 | 황지리                    |                        |
| 월포리 | 월포리                    |                        |
| 종산리 | 종산1리, 종산2리          |                        |
| 내신리 | 내신1리, 내신2리          |                        |
| 담암리 | 담암리                    |                        |

## 교육 기관
- 호명초등학교
- 경북일고등학교
- 무승문무학교 한국본원

## 주거
아파트 
| 단지명                             | 건설사                  | 시행사                                                     | 주소                | 입주        | 비고 |
| ---------------------------------- | ----------------------- | ---------------------------------------------------------- | ------------------- | ----------- | ---- |
| 경북도청신도시 우방아이유쉘 센텀   | 에스엠상선㈜ 건설부문   | ㈜삼라                                                     | 검무로 27 (산합리)  | 2017년 6월  |      |
| 경북도청신도시 우방아이유쉘 센트럴 | ㈜우방                  | ㈜우방                                                     | 행복로 229 (산합리) | 2017년 6월  |      |
| 경북도청신도시 우방아이유쉘 1차    | 우방산업 ㈜우방         | 에스엠상선㈜ 건설부문                                      | 검무로 17 (산합리)  | 2016년 3월  |      |
| 경북도청신도시 우방아이유쉘 2차    | 우방산업 ㈜우방         | 에스엠상선㈜ 건설부문                                      | 행복로 230 (산합리) | 2016년 3월  |      |
| 경북도청신도시 호반베르디움 1차    | 호반건설 ㈜호반비오토   | ㈜스카이주택                                               | 행복로 215 (산합리) | 2017년 8월  |      |
| 경북도청신도시 호반베르디움 2차    | 호반건설 호반건설주택㈜ | ㈜스카이주택                                               | 양지로 14 (산합리)  | 2017년 12월 |      |
| 경북도청신도시 동일스위트 더파크   | ㈜동일                  | ㈜동일                                                     | 행복로 177 (산합리) | 2019년 2월  |      |
| 경북도청신도시 모아엘가 에듀파크   | 혜림건설㈜              | 한아건설㈜                                                 | 양지로 55 (산합리)  | 2018년 7월  |      |
| 경북도청신도시 아이파크            | 현대산업개발            | 경북에스엠씨디프로젝트금융투자㈜ ㈜에스엠씨디 ㈜서미트캠프 | 새움3로 7 (산합리)  | 2015년 12월 |      |
 오피스텔 
- 흥한주택종합건설 경북도청이전신도시 트레젠웰가 : 2017년 8월 입주.